# Kronenqualle
Die Kronenqualle (Periphylla periphylla) ist eine leuchtende, rotgefärbte Tiefseequalle. Sie gehört zum Stamm der Nesseltiere (Cnidaria). 

## Vermehrungszyklus
P. peripyhlla bildet eine Ausnahme, die im Stamm der Nesseltiere sehr selten vorkommt. Die Meduse besitzt kein Polypenstadium und weist einen „holopelagischen“ Lebenszyklus auf. Die Meduse gibt befruchtete Eier in das Freiwasser ab und diese entwickeln sich direkt zur Meduse, wobei sich die Entwicklung der Meduse allein auf den hohen Dottervorrat des Eis stützt. Auch das Stadium der Ephyra-Larve, die in das Freiwasser abgegeben wird, ist bei P. periphylla nicht zu beobachten.

## Lebensweise
Die Qualle kommt in Tiefen von bis zu 7.000 Metern vor und ist perfekt an ihre dunkle Umgebung angepasst. Durch die Nutzung von Biolumineszenz leuchtet sie von innen. Die Lichtsignale dienen den Quallen zur Verständigung untereinander. Ein Gewicht von bis zu einer Tonne lastet auf jedem Quadratzentimeter der Tiere, die in der Tiefsee leben. Nachts verlässt die Kronenqualle die Tiefsee und schwimmt ihrer Nahrung, dem Plankton, entgegen. Mit vollen Mägen kehrt sie von der Oberfläche in die Tiefsee zurück. Von den Ausscheidungen der Kronenqualle ernähren sich andere Tiefseebewohner. 
Die leuchtend rote Kronenqualle erreicht eine Körpergröße von bis zu 30 Zentimetern. Sie besteht zu 90 % aus Wasser, der Rest sind Gewebe und Gallertmasse, die den Tieren ihre Form geben. Zwischen ihren Flügellappen sitzen winzige Sinneskolben. Durch sie kann die Kronenqualle Hell und Dunkel unterscheiden. Sie kommt in den Fjorden Norwegens und im Mittelmeer vor.

## Aktuelle ökologische Problematik
In vielen Fjorden Norwegens breitet sich die Kronenqualle seit den 1970er-Jahren zunehmend aus. Auch unweit von Bergen, im Lurefjord, hat sich die Kronenqualle ausgebreitet. Sie wird immer mehr zur Nahrungskonkurrentin der Fische und ist dadurch auch eine Bedrohung für den Fischereibetrieb. Durch Verdrängung fast aller anderen Meeresbewohner müsste sich diese Qualle eigentlich ihrer eigenen Nahrungsgrundlage beraubt haben, doch die Medusen-Schwärme leben weiter. Die Ursache wird derzeit von Meeresbiologen um Ulf Bamsted untersucht. Ziel ist es, eine Erklärungsmöglichkeit für die neueren Massenentwicklungen zu finden. Die Ökologie und Populationsdynamik wird von norwegischen und amerikanischen Arbeitsgruppen untersucht. Die Ontogenie, insbesondere die Entwicklung der Pigmentierung, des Leuchtens, der Nahrungsaufnahme und der Sinnesleistungen wird in einer Hamburger Arbeitsgruppe erforscht.